# Paroubkovská kaplička
Paroubkovská kaplička, též zvěřínská kaplička, zasvěcená Pěti ranám Krista Pána, stávala při levé straně silnice II/330 ze Sadské do Zvěřínku v okrese Nymburk a byla chráněna jako kulturní památka. Vystavěna byla roku 1714 sadským primasem a písmákem (autorem Knížky o dějinách Poděbradska) Jiříkem Paroubkem (1678–1715), synem Viléma Paroubka, „cís. foršknechta vrbolhoteckého“. Jiříkův syn Jiří Václav Paroubek (1704–1778), písmák a farář v Líbeznicích, založil v Sadské útulek pro chudé a při něm nadaci na udržování kapličky.
Obraz v kapličce vytvořil neznámý autor. V roce 1799 malbu restauroval mistr Kramolín z Nymburka v rámci nutných zednických prací. V roce 1856 kaplička, již nachýlená ke straně, podstoupila nové restaurační práce a původní oltářní obraz byl nahrazen kovovým křížem. Následovala oprava v roce 1934, do níž spadaly i sanace betonem a výměna starého kříže za nový.
V roce 2012 byla při dopravní nehodě silně poškozena, v roce následujícím zůstala po nárazu nákladního auta úplně rozvalena, proto byla na žádost města Sadské v roce 2015 památková ochrana zrušena. S použitím některých zachovalých původních prvků byla kaple obnovena a 17. ledna 2018 místním farářem vysvěcena.